# 王承休
王承休（?—?），五代前蜀主王建時期的宦官。
容貌俊秀，善於戲謔、狎玩，“多以邪僻姦穢之事媚其主，主愈寵之”，成為王建之子王衍的專房，王衍又和王承休之妻嚴氏私通。官至天雄軍節度使。唐庄宗派魏王李继岌、郭崇韬伐蜀。王承休“握銳兵於天水，兵刃不舉”。前蜀滅亡後，王承休、王宗汭回到成都，李继岌問他：“居大鎮，擁強兵，何以不拒戰？”王承休回答道：“害怕大王的神明威武。”後為李继岌所殺。